# Rejon tarnoski
Rejon tarnoski (ros. Та́рногский райо́н, Tarnogskij rajon) – jednostka administracyjna w Rosji, w obwodzie wołogodzkim, z siedzibą w Tarnogskij Gorodoku. 
W 2010 roku mieszkało w niej 12,838 osób.